# Rektangel

Rektangel

Rektangel är en plan geometrisk figur i form av en fyrhörning, där alla fyra hörnens vinklar är räta. Rektangelns motstående sidor är parallella och har samma längd.
Dessutom har diagonalerna samma längd.
En rektangel utgör ett specialfall av en parallellogram; en fyrhörning vars motstående sidor är parallella, men där vinklarna inte nödvändigtvis är räta.
Om den ena sidlängden är b (basen) och den andra sidlängden är h (höjden), kan omkretsen O och arean A beräknas med.
{\displaystyle O=2b+2h}
{\displaystyle A=b\cdot h}